# Le Supplice de Marsyas (Cornelisz)
Pour les articles homonymes, voir Le Supplice de Marsyas.
Le Supplice de Marsyas est une peinture à l'huile sur toile de 148 × 120 cm réalisée par le peintre néerlandais Cornelis Cornelisz van Haarlem vers 1638.

## Description
Le tableau représente l'écorchement vif de Marsyas par Apollon, le satyre phrygien ayant imprudemment défié le dieu grec lors d'un concours musical. Ce thème est repris, notamment, des Métamorphoses d'Ovide.